# Sant Josep de Moià
Sant Josep de Moià és una capella del municipi de Moià (Moianès). Desafectada per al culte i transformada en sala d'actes i casal cultural per a conferències, exposicions i actes culturals, l'antiga església de Sant Josep és una església barroca d'una sola nau. En algunes èpoques havia estat la seu i taller del grup teatral La Fura dels Baus. És un edifici protegit com a bé cultural d'interès local.

## Descripció
És una capella situada al carrer de Sant Josep, cantonada al de Sant Sebastià (a l'antic Raval de Dalt de la vila de Moià). Església de nau única amb coberta a dos vessants. Posteriorment han estat afegits el presbiteri i la Capella dels Dolors. Obra de pedra amb emblanquinament. La façana presenta portal rectangular, emmarcat per dues pseudopilastres de pedra i coronat per un frontó semicircular truncat. En el timpà del frontó, llinda amb imatge de Sant Josep. En el xamfrà de l'immoble, fornícula amb la imatge del mateix sant. A mà esquerra de la porta d'accés hi ha un abeurador amb data de l'any 1870.

## Història
Aquesta església fou edificada sota la invocació de Desterro de Jesús Nostre Senyor, pel. Rv. Jaume Gónima, beneficiat de l'església parroquial de la vila de Moià i rector de St. Pere de Marfà i per la seva germana Lluïsa Busquets, vídua. Fou beneïda solemnement pel senyor bisbe de Vic Fra Andreu de Sant Jeroni el dia 11 d'octubre de 1620. Posteriorment, s'afegiren el presbiteri i la capella dels Dolors. La imatge pètria de St. Josep a la fornícula angular de la façana fou posada poc després de la fundació del santuari. El 1865 es restaurà la façana principal. L'església fou tancada al culte des del 1936.